# ティラノサウルスの標本

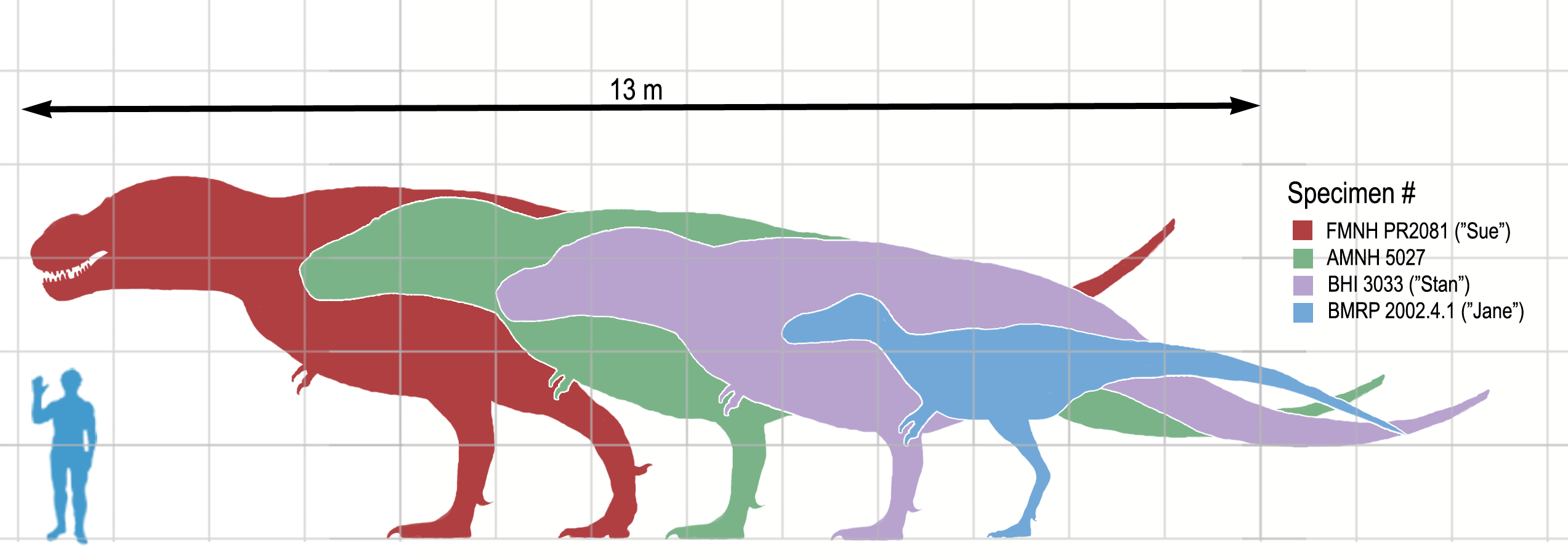
スー、AMNH 5027、スタン、ジェーンと人間の比較

ティラノサウルスの標本（ティラノサウルスのひょうほん）は、これまでに発掘されたティラノサウルス・レックス（Tyranosaurus rex、位下、Tレックス）の著名な標本を時系列順にまとめたもの。

## AMNH 3982 "マノスポンディルス"
現在Tレックスとされる標本で最初に名前が付いたのは、1892年にエドワード・ドリンカー・コープがアメリカ・サウスダコタ州で発掘した1点の脊椎骨AMNH 3982に基づいて命名したマノスポンディルス・ギガス（Manospondylus gigas、「孔の多い大きな脊椎骨」の意）である。コープはこの化石をケラトプス科に属する恐竜のものとみていた。1917年、コープに師事していたヘンリー・フェアフィールド・オズボーンは自身の論文でマノスポンディルスとTレックスはシノニムの関係にある可能性を指摘しているが、化石が断片的すぎることから、オズボーンは両者を同一種と結論づけてはいない。
2000年6月、かつてコープがマノスポンディルスを発掘した場所から、Tレックスの化石が発掘された。この化石は1892年に発見された化石と同一個体のもの（掘り残し）とされ、マノスポンディルスとティラノサウルスが同一種であることが実際に確認されることとなったが、そこでコープの命名した「マノスポンディルス・ギガス」という名前の方に優先権があるのではないかという論争が生じた。しかし、2000年1月1日に発効された国際動物命名規約第4版に定められた規定により、動物命名法国際審議会が強権を発動して学名 Tyrannosaurus を「保全名」としたため、名称の交代が行われることはなかった。

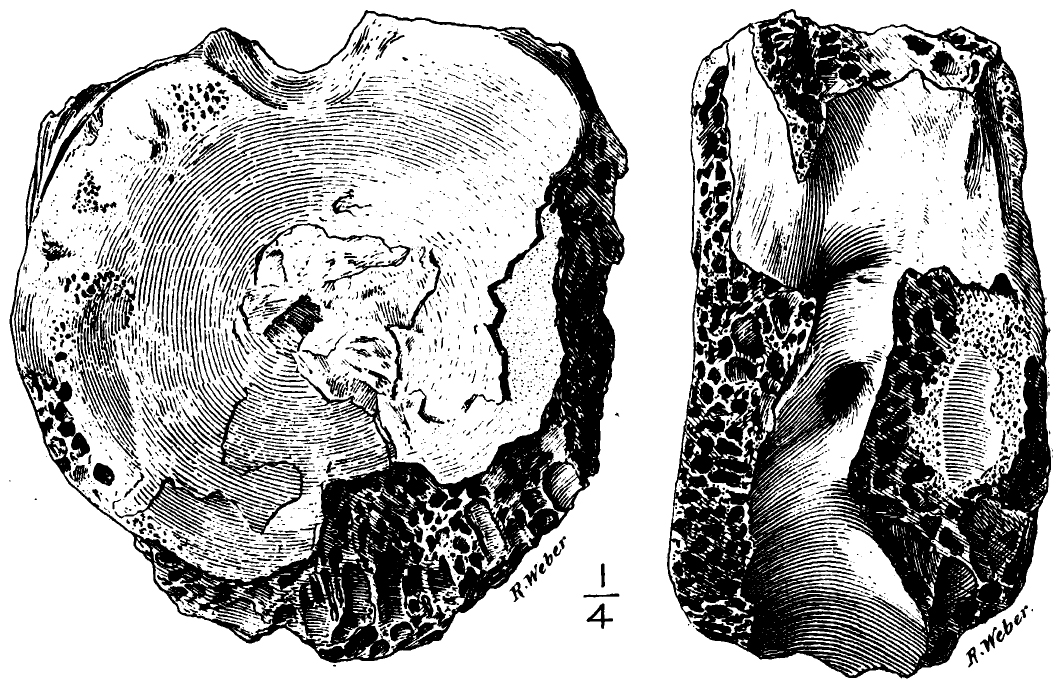
タイプ標本のスケッチ

## AMNH 5866 "ディナモサウルス"
2番目に命名された標本は、1900年にアメリカ自然史博物館のバーナム・ブラウンがワイオミング州で発見したAMNH 5866である。この標本はオズボーンによって1905年にディナモサウルス・インペリオスス（Dynamosaurus imperiosus、「皇帝の如く強大な力を持つトカゲ」の意）と名付けられた。ちなみにディナモサウルスが報告された論文中でTレックスも報告されたが、両者共に共通する部位がほとんど無かったため、オズボーンは別属として記載していた。翌1906年にはオズボーンによってTレックスと同一視されるようになったが、ディナモサウルスではなくTレックスが学名として残ったのは、たまたま論文中で先に書かれていたのがTレックスであったためである。

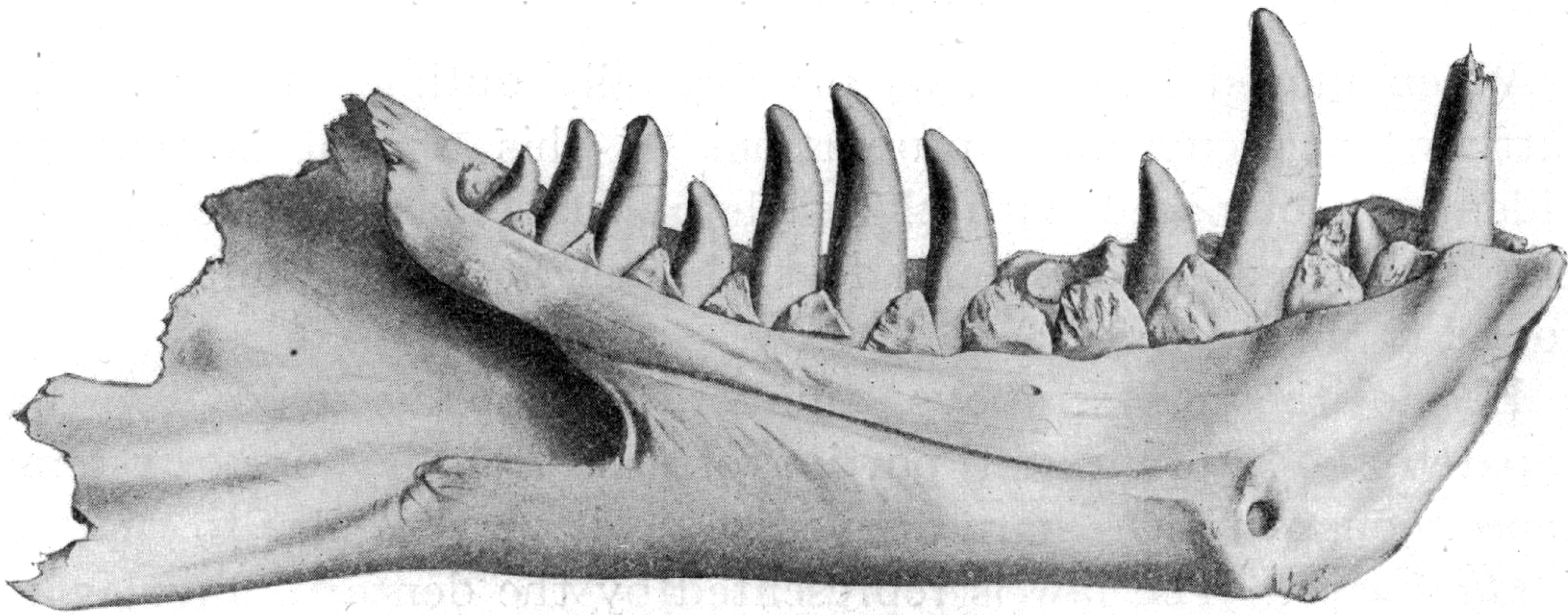
タイプ標本のスケッチ

## AMNH 973/CM 9380（ホロタイプ標本）
初めて最初からTレックスとして記載された標本は1902年にブラウンが発掘したAMNH 973である。ブラウンはオズボーンにこの化石の情報を送り、3年後の1905年にオズボーンがTレックスとして論文に発表した。最近この標本の再検討が行われ、全長11.9m・体重7.4–14.6トンと見積もられた。1905の論文では小さな前腕部が共通するという点でジュラ紀に生息していたカルノサウルス類と比較された。太平洋戦争勃発後の1941年、AMNH 973は日本軍の爆撃の脅威から守るためにアメリカ自然史博物館からピッツバーグのカーネギー自然史博物館に売却された。これに伴って登録番号はCM 9380に変更され、現在も同博物館で展示されている。

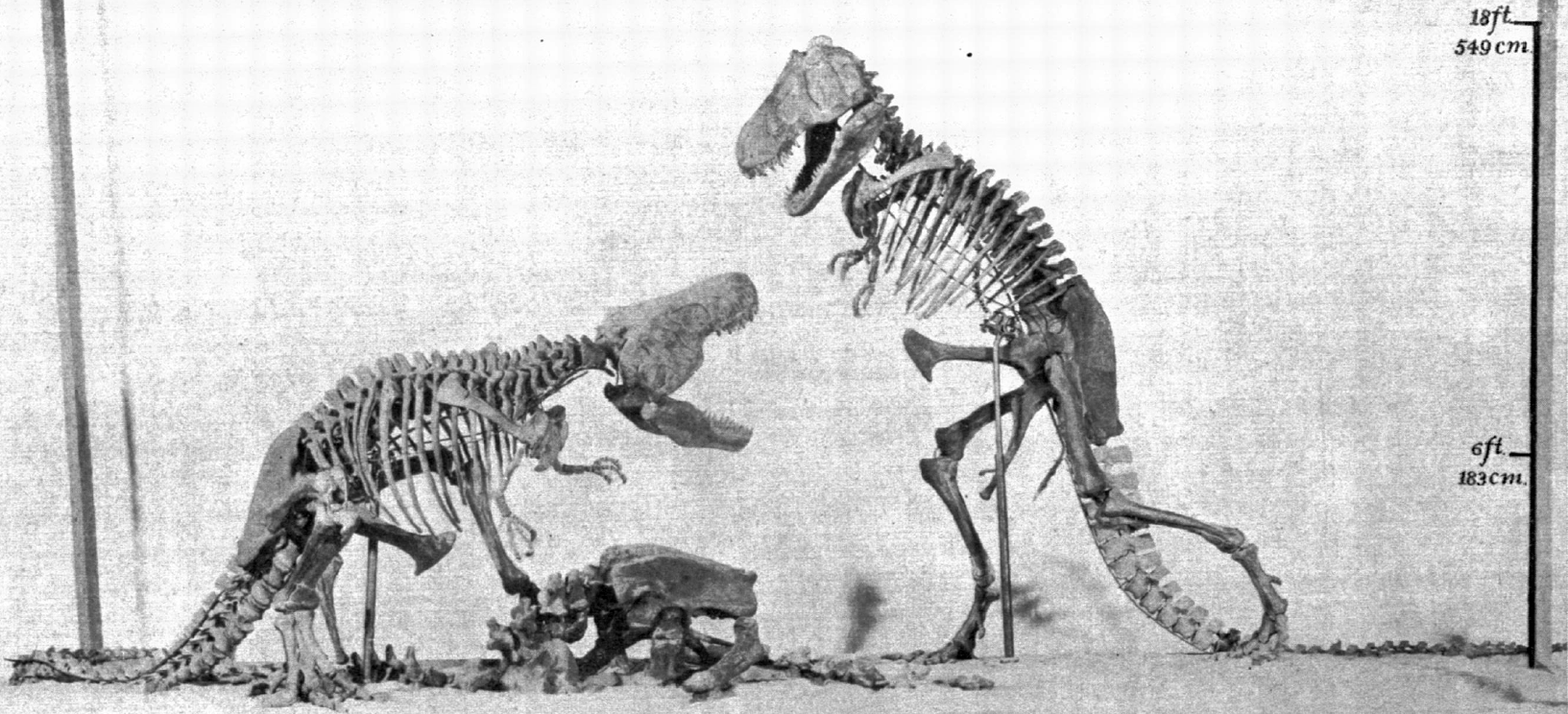
1913年に復元されたAMNH973とAMNH5027の全身骨格
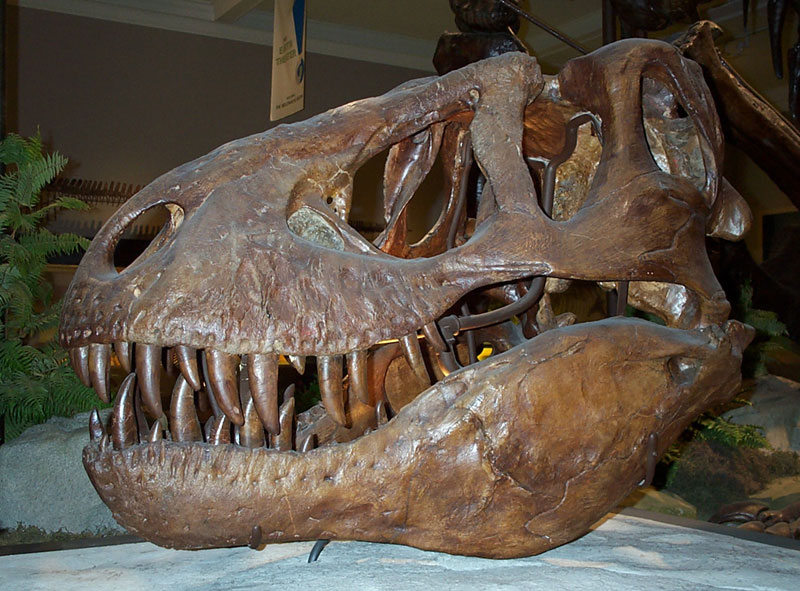
CM 9380の頭蓋骨。アロサウルスのものを参考にして復元されたため、現在考えられているものとは形状が異なる

## AMNH 5027
AMNH 5027は1908年にブラウンがモンタナ州で発掘、オズボーンが1912年と1916年に報告した。初期に発見されたTレックスとしては最も保存状態が良く、それまで知られていなかった完全な頸椎と頭骨が含まれていた。この標本を元に復元の見直しが行われ、カルノサウルス類との相違点がよりはっきりと分かるようになった。オズボーンによって前述のAMNH 973と合わせ初めて全身骨格の復元が行われた。以前はカンガルー様の尾を地面に付けた姿勢で骨格が組み立てられていたが、その後の研究成果を踏まえて地面に対し尾を水平にした姿勢で再現された。

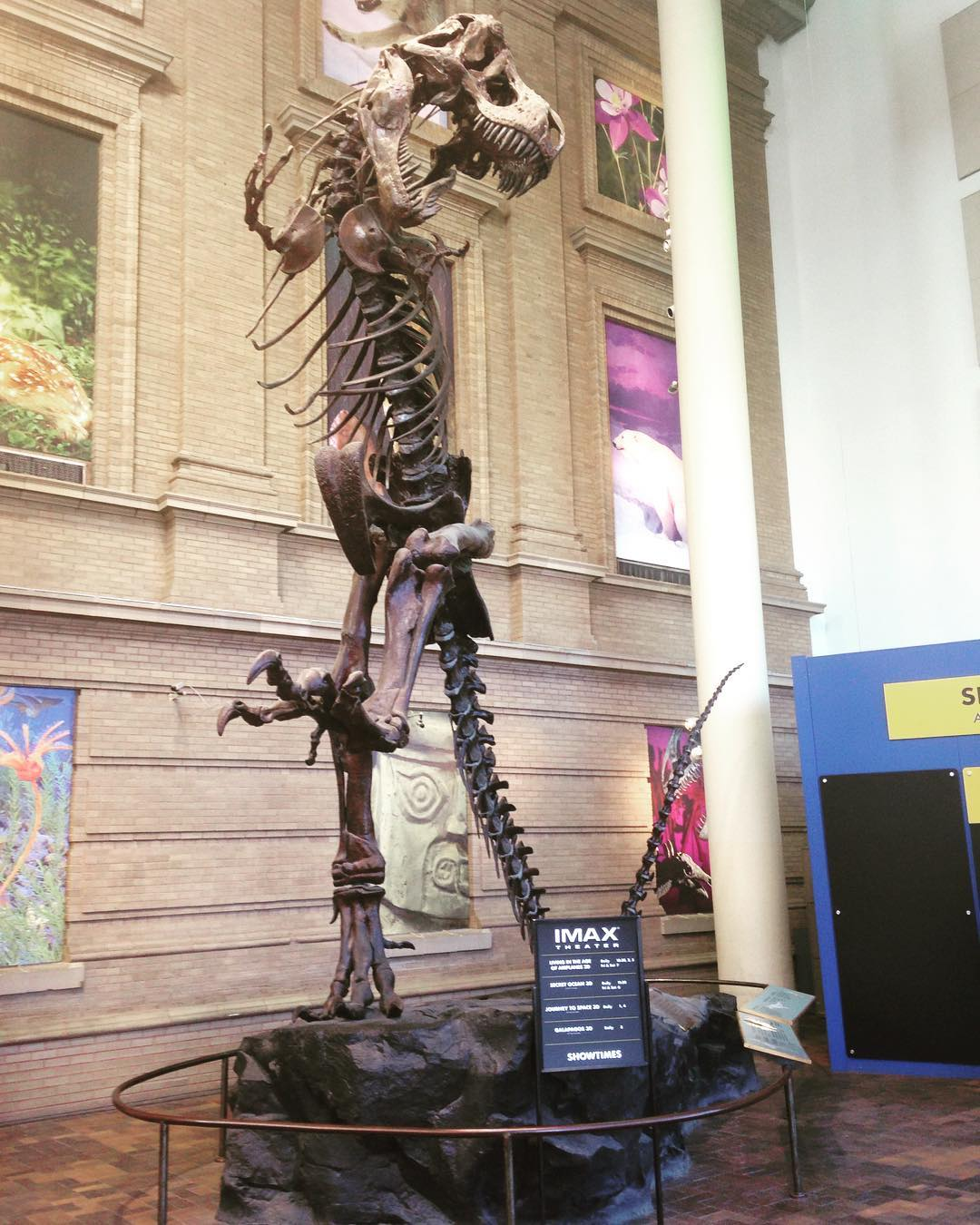
古い復元に基づくAMNH 5027の全身骨格。
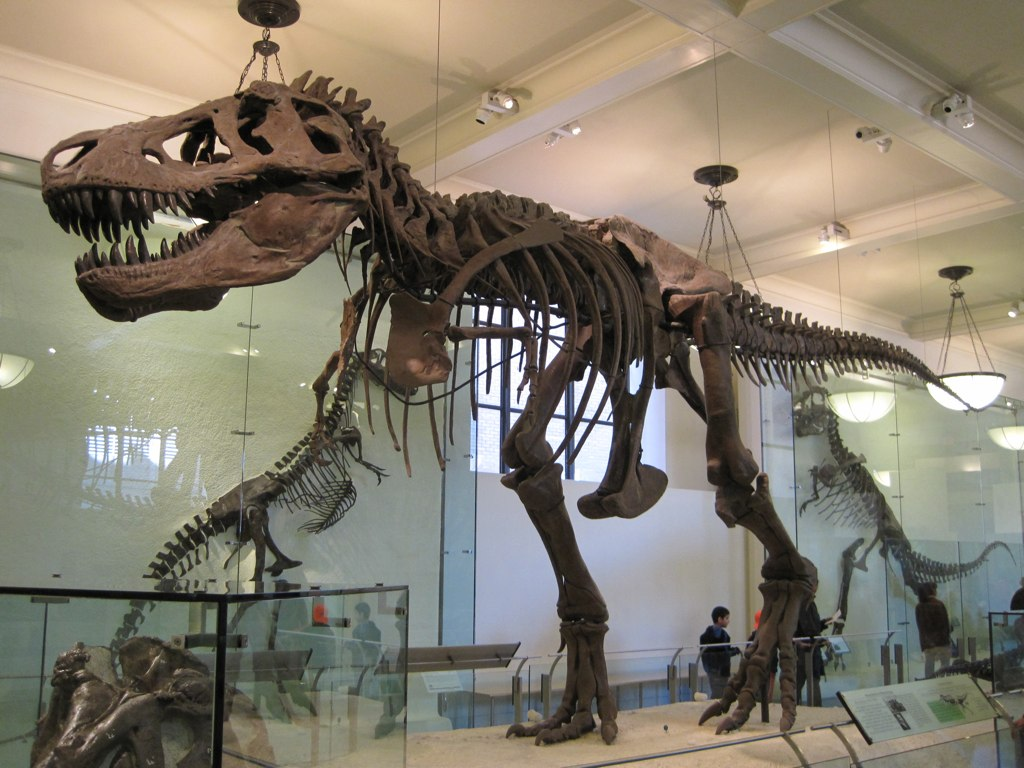
新しい研究成果を踏まえて見直しが行われた後の全身骨格

## RTMP 81.6.1 "ブラック・ビューティー"
カナダのロイヤル・ティレル古生物学博物館が所蔵するRTMP 81.6.1は1980年にアルバータ州で発掘された。ニックネームのブラック・ビューティー（Black Beauty）は、化石化の過程でマンガンがしみこみ美しい黒色を呈していたことに由来する。
1980年、当時友人たちと釣りに来ていた高校生ジェフ・ベイカーは河岸に大きな骨が露出しているのを発見し、高校の教師に知らせた。それからすぐに博物館に化石発見の連絡が入り、1982年から発掘作業が開始された。
後の研究でブラック・ビューティーは他のTレックスの成体と比較してかなり華奢であることが指摘されており、このため亜成体だったと考えられている。
ブラック・ビューティーは多数のレプリカが制作されており、スウェーデン・ストックホルムの自然歴史博物館をはじめ世界中でその全身骨格を見ることが出来る。日本では茨城県のミュージアムパーク茨城県自然博物館と福井県の福井県立恐竜博物館で展示されている。

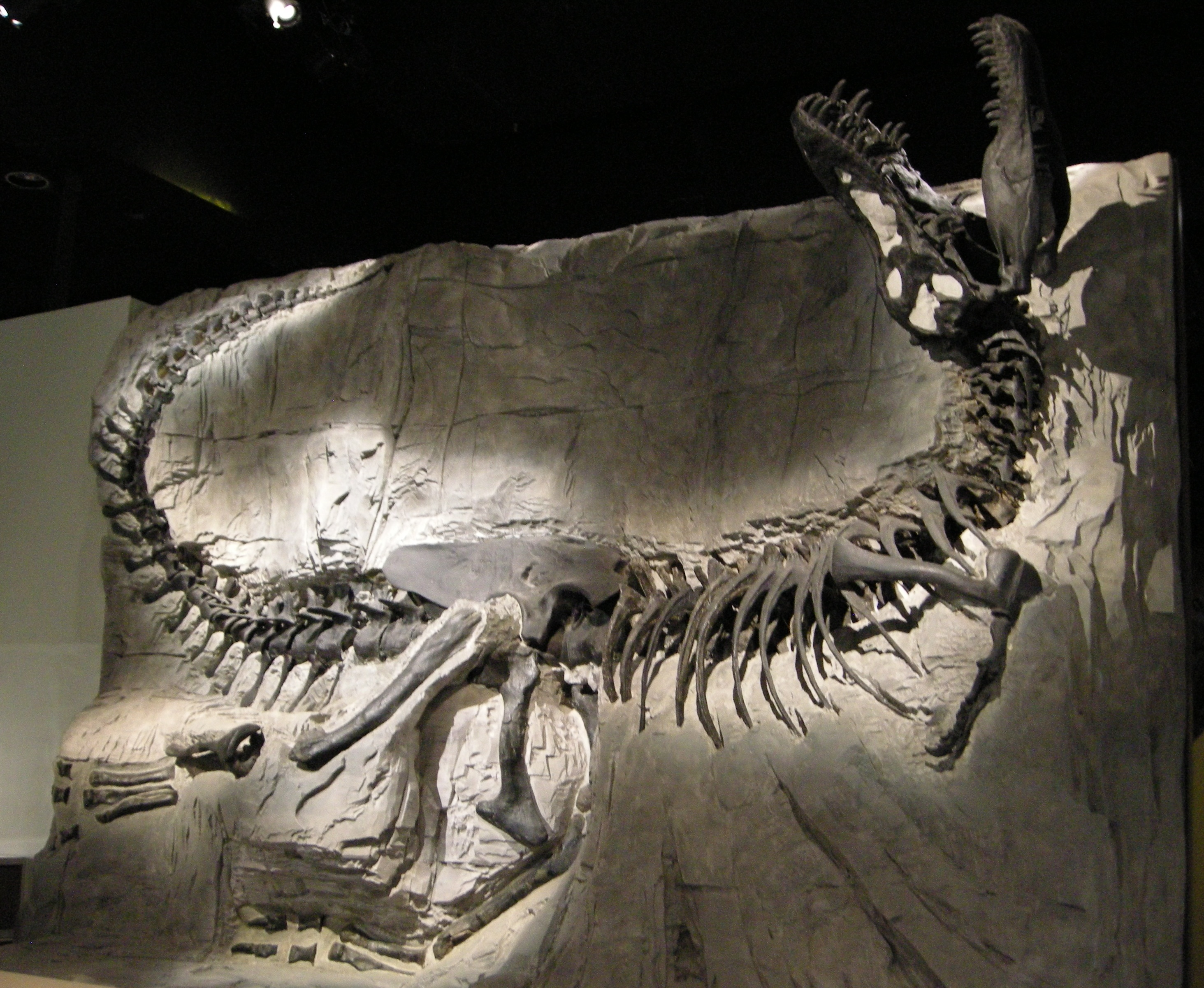
ロイヤル・ティレル古生物学博物館で展示されているブラック・ビューティー

## BHI 3033 "スタン"
BHI 3033は1987年にサウスダコタ州ハーディング郡バッファローにて、ブラックヒルズ地質学研究所のチームが発掘した。ニックネームのスタン（Stan）は、発見者のスタン・サクリソンに由来する。現在までに発見されたTレックスの標本中、スーに次ぎ最も保存状態が優れている。全長は約11.8m、脚の長さ約3.07メートル、腰の高さ約3.7メートル、体重は5.9トンから10.8トンと見積もられた。他のTレックスと同様に、スタンの頭骨や肋骨など至る所に受傷痕が確認できる。最も大きな傷は後頭部から頸にかけて存在し、おそらく他のTレックスの攻撃により付けられたと考えられている。これらの傷はいずれも治癒痕が認められるため、スタンは受傷後も生存していたことが分かる。またトリコモナスに感染した痕跡も確認された。
スタンはブラックヒルズ地質学研究所によって全身骨格のレプリカが約30点製作され、世界中の博物館などに約10万ドルで販売された。主な展示施設はインディアナポリス子供博物館、ニューメキシコ自然史科学博物館、国立自然史博物館、オックスフォード大学附属自然史博物館、オスロ大学附属自然史博物館、日本でも国立科学博物館や北九州市立いのちのたび博物館で展示されている。

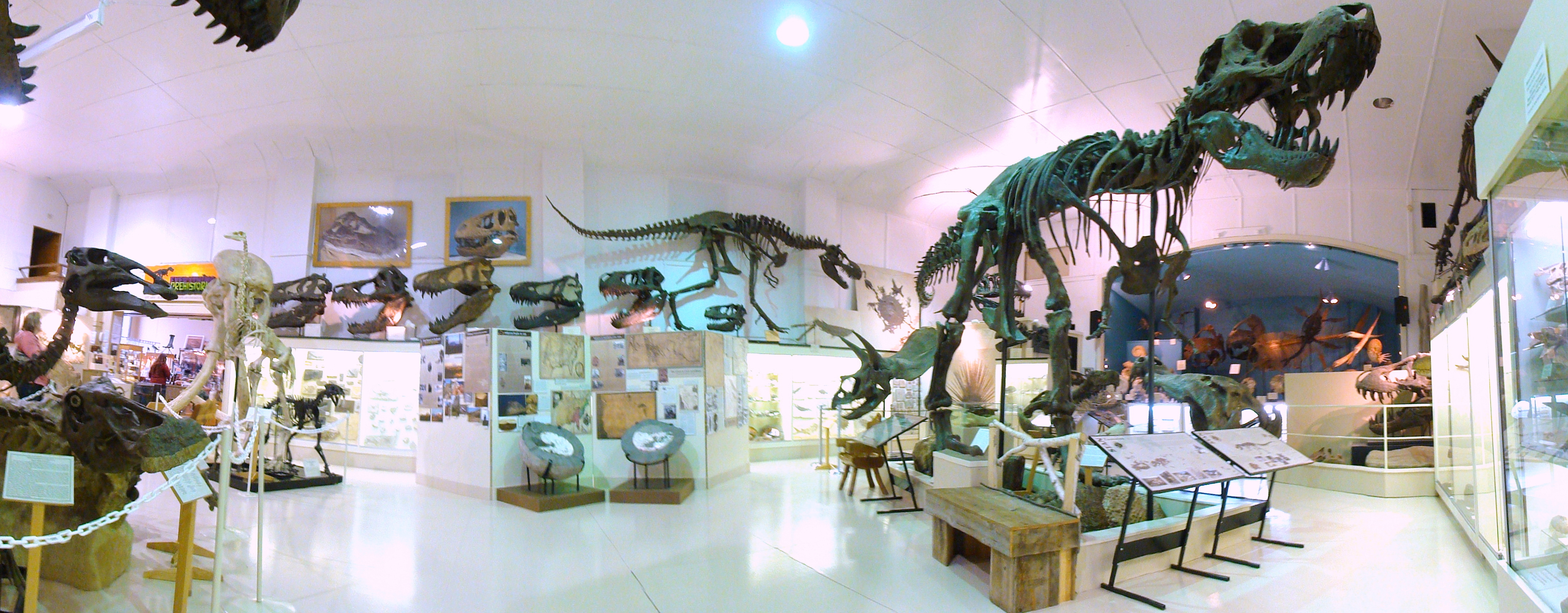
ブラックヒルズ地質学研究所で展示されているオリジナルの骨格
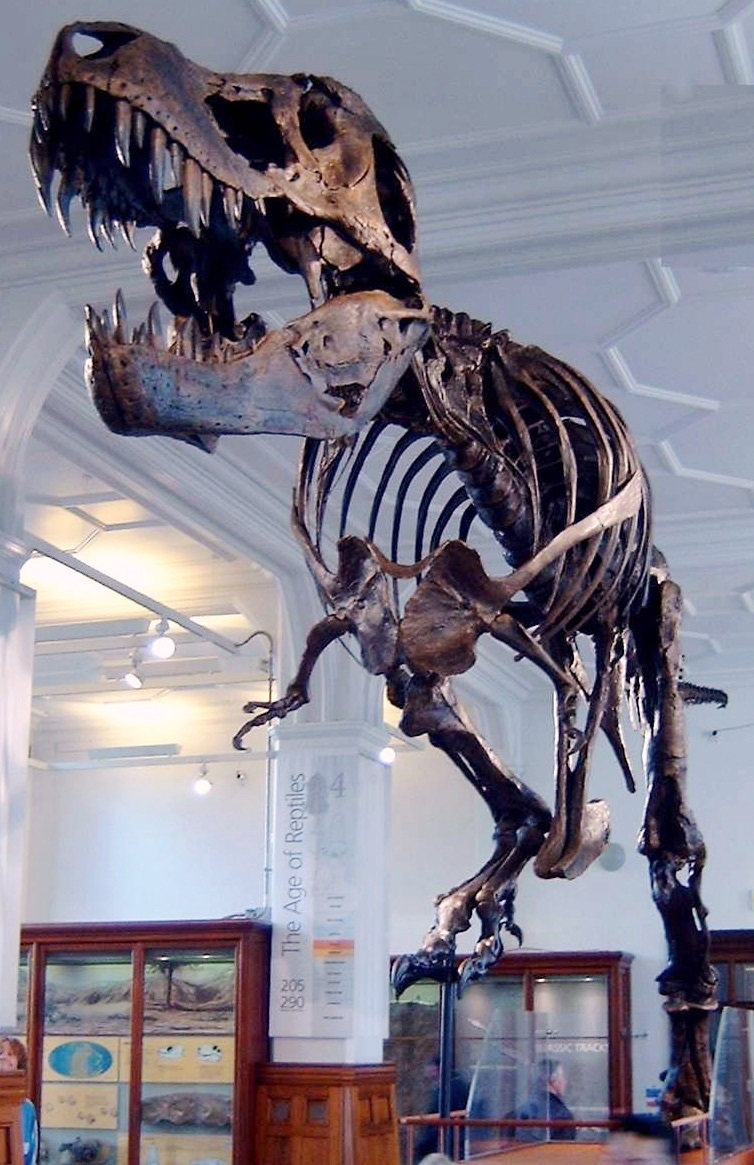
マンチェスター博物館で展示されているレプリカ

## MOR 555 "ワンケル・レックス"
アメリカ陸軍工兵司令部所有のMOR 555は1988年にモンタナ州のチャールズ・M・ラッセル国立野生動物保護区内で発掘された。ワンケル・レックス（Wankel Rex）というニックネームは発見者である牧場主のキャシー・ワンケルにちなむ。ワンケル・レックスはアメリカ陸軍工兵司令部の協力の下、ジャック・ホーナーをリーダーとするロッキー博物館の調査員たちが発掘にあたった。頭蓋骨を含む骨格の約46パーセントが保存されており、中でも初めて完全なTレックスの前肢が見つかったことが重要な点に挙げられる。全長は11.6m、体重は5.8～10.8トンと見積もられた。全身骨格のレプリカがスコットランド博物館、オーストラリア化石鉱物博物館、カリフォルニア大学附属古生物博物館などで展示されている。
ワンケル・レックスの死亡時の年齢は18歳で、まだ成長しきっていない亜成体であったと考えられている。ワンケル・レックスは、化石骨の中に生物分子が残っているかどうか調査された最初の標本であり、メアリー・シュワイツァー博士によってヘモグロビンを構成するヘムが発見された。
オリジナルの化石は長らくロッキー博物館に貸し出されそこで展示されていたが、2013年6月にスミソニアン協会の国立自然史博物館に50年間貸与することで合意した。2013年10月から2014年春まで一時的に展示され、2019年から展示が再開される予定である。
日本では、愛知県の豊橋市自然史博物館や群馬県の神流町恐竜センターなどで復元骨格のレプリカが展示されている。特に神流町恐竜センターのものは屋外接地面に右半身骨格を置いて産状を再現しているという特殊な展示スタイルで、触るだけでなく上に乗ることも許可されている。

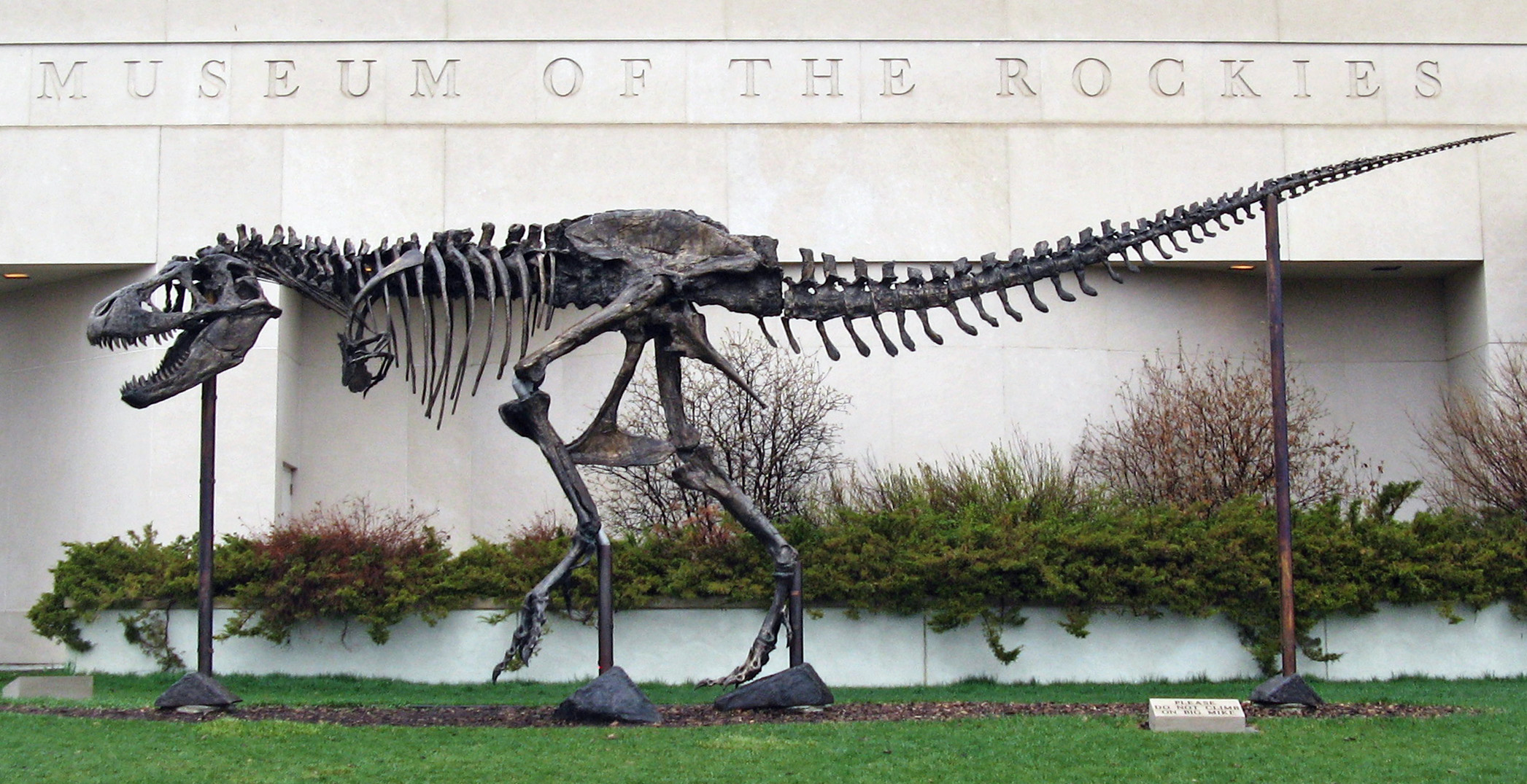
ロッキー博物館の屋外に展示されているワンケル・レックスのブロンズ製全身骨格

## FMNH PR 2081 "スー"
シカゴのフィールド自然史博物館が所有するFMNH PR 2081は1990年にサウスダコタ州のシャイエン川インディアン居留地で発掘された。ニックネームのスー（Sue）は発見者である古生物学者のスーザン・ヘンドリクソンに由来する。スーは現在知られているTレックスの標本中、90パーセント以上残存と最も保存状態が良く、なおかつ最大の個体である。全長は12.3m、腰までの高さは3.66m、体重は8.4～14トンと見積もられた。
1990年8月にヘンドリクソンらブラックヒルズ地質学研究所の研究者たちによって発掘されたが、後にこの化石の重要性に気づいた地主との間で所有権を巡り紛争が発生、FBIも介入し裁判が行われた。そして1997年10月にオークションにかけられフィールド自然史博物館が760万ドルで落札した。これは化石標本に支払われた金額としては史上最高額である。
門外不出とされているが、2005年の「恐竜博2005」において、スー公開5周年と日本でのスーの全身骨格展示を記念して実物1点（肋骨の一部）が特別に貸し出された。2013年から「恐竜博2005」の開催地の一つであった福岡県の北九州市立いのちのたび博物館で復元骨格のレプリカが展示されている。

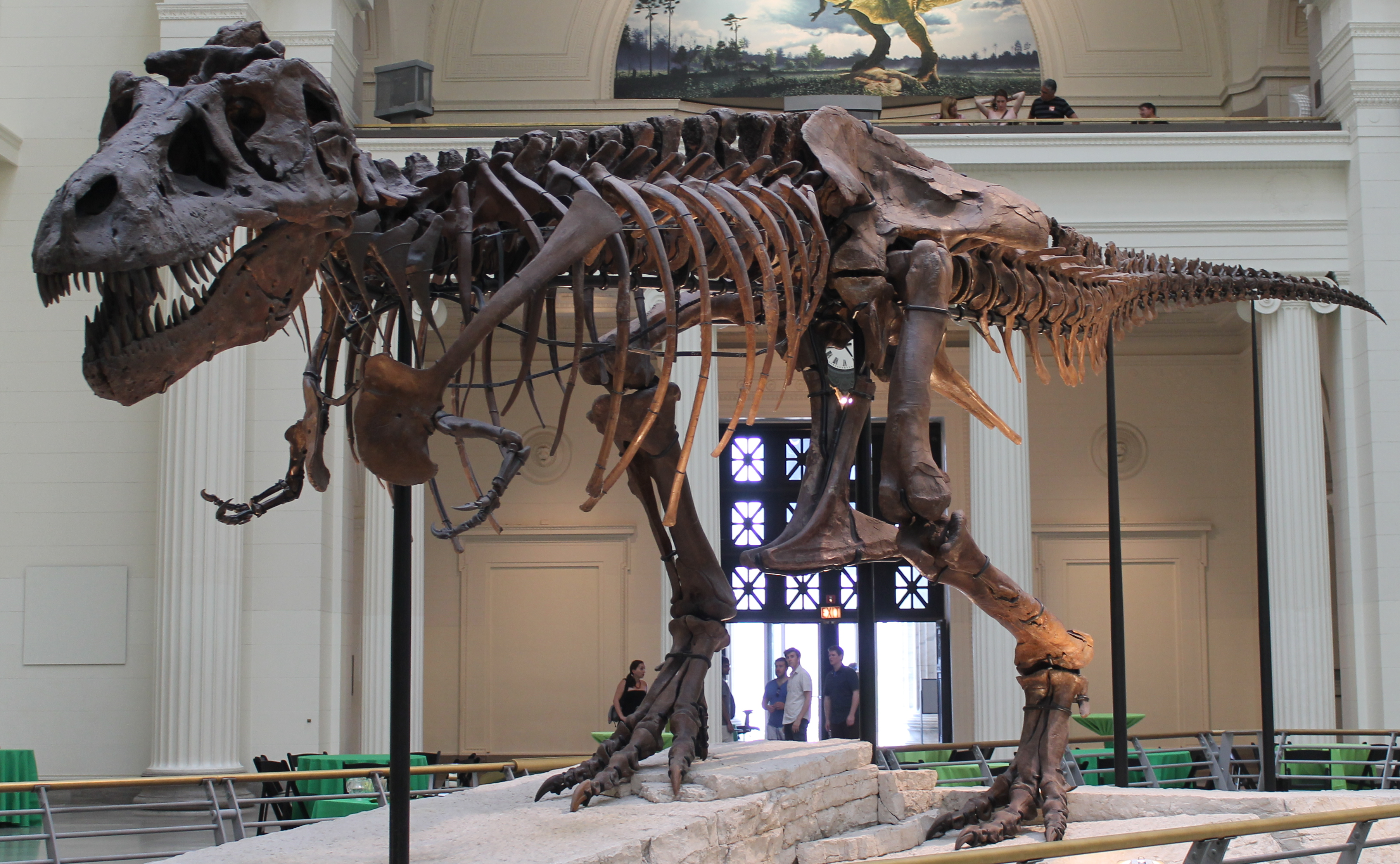
フィールド自然史博物館で展示されているスー

## RSM P 2523.8 "スコッティ"
RSM P 2523.8は、1991年8月にカナダ・サスカチュワン州のフレンチマンリバー渓にて、地元の高校教師のロバート・ゲハルトとロイヤル・サスカチュワン博物館の学芸員ティム・トカリックが発見した。1994年6月にトカリックをリーダーとするチームが発掘に取りかかり、クリーニング・研究・展示のため発掘地点にほど近いイーステンドという町に博物館の研究室が設置された。スコッティ（Scotty）の名前はトカリックらが現場でスコッチ・ウイスキーで祝杯を挙げたことに由来する。1995年に調査は一旦終了したが、1998年に未回収の骨が見つかったことで調査が再開され、2003年に完了した。
ちなみに、1995年にスコッティの発掘現場から数キロ離れた地点からティラノサウルスのものと思われる巨大な糞石が発掘されている。
2005年に国立科学博物館などで開催された「恐竜博2005」において、オリジナルの頭蓋骨がスーやトーマスの標本と共に展示された。また「恐竜博2016」では全身骨格のレプリカが展示された。
2019年に学術誌「The Anatomical Record」に掲載された論文では全長約13m、推定体重8.8トンで現在発見されているティラノサウルスの中で最大且つ最も長寿であるとされている。

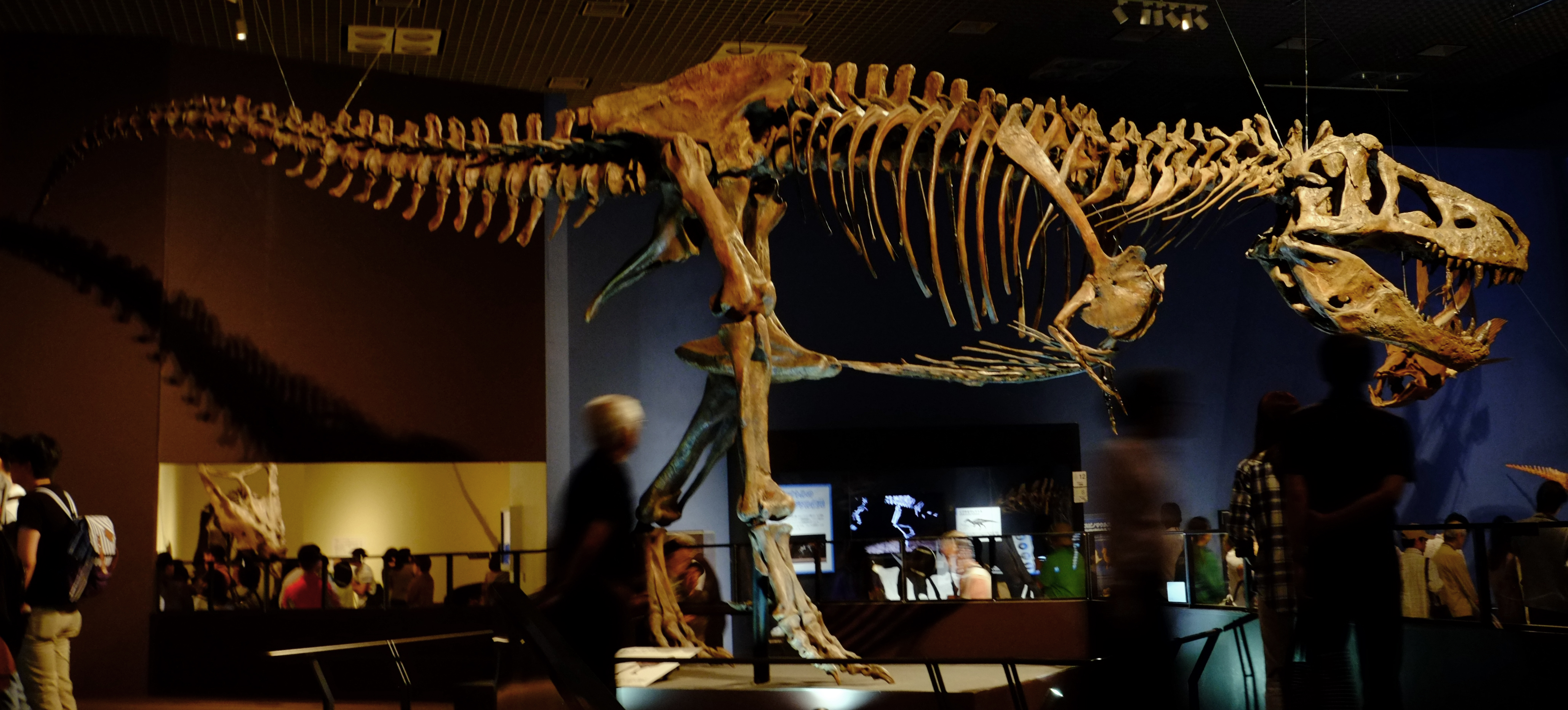
日本で展示されたスコッティの全身骨格

## MOR 980 "ペックズ・レックス"
MOR 980は、1997年にモンタナ州でルイス・トレンブレーによって発見された。ペックズ・レックス（Peck's Rex）の名前は発見地にほど近いバレー郡の町フォート・ペックに由来する。
ペックズ・レックスは初めて第3中手骨が確認された標本としてよく知られている。
オリジナルの化石を使用した全身骨格がロッキー博物館に展示されているほか、レプリカがメリーランド科学センターやカーネギー自然史博物館に展示されている。

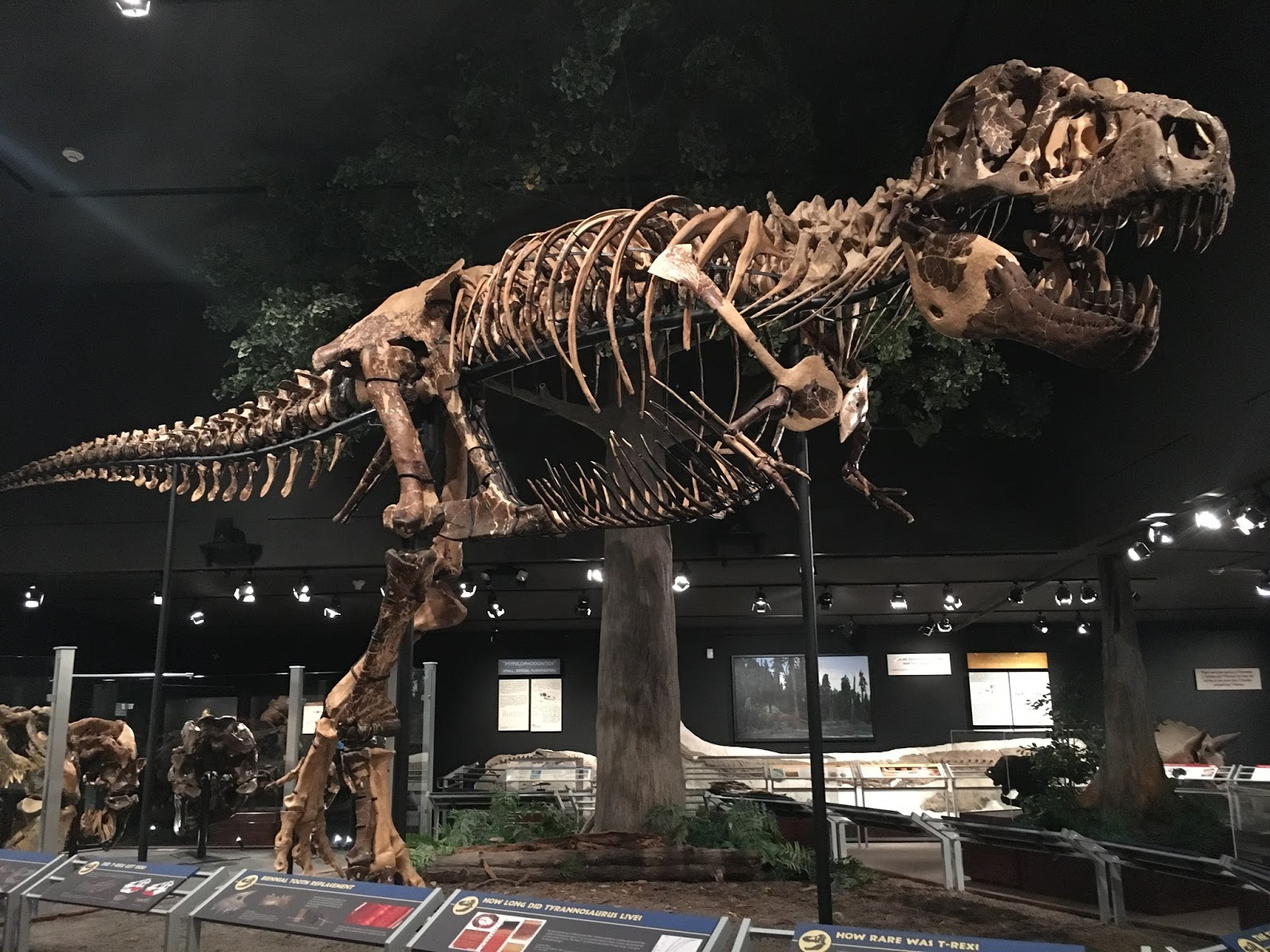
ロッキー博物館で展示されているペックズ・レックスのオリジナルの骨格標本

## TCM 2001.90.1 "バッキー"
インディアナポリス子供博物館が所蔵するTCM 2001.90.1は、1998年にサウスダコタ州ミード郡のフェイス近郊で発見された。バッキー（Bucky）のニックネームは発見者である牧場主のバッキー・デフリンガーに由来する。発掘とクリーニングはブラックヒルズ地質学研究所が担当した。
初めて叉骨が確認された標本としてよく知られており、この発見によって鳥が恐竜から進化したことが裏付けられた。
現在、オリジナルの標本はインディアナポリス子供博物館でスタンのレプリカと共に展示されている。日本では「恐竜博2011」にて、最新の研究成果に基づき「しゃがんで獲物を待ち伏せる姿」での復元骨格が展示された。2015年からはスタンに代わって国立科学博物館の地球館地下1階の常設展示となっている。

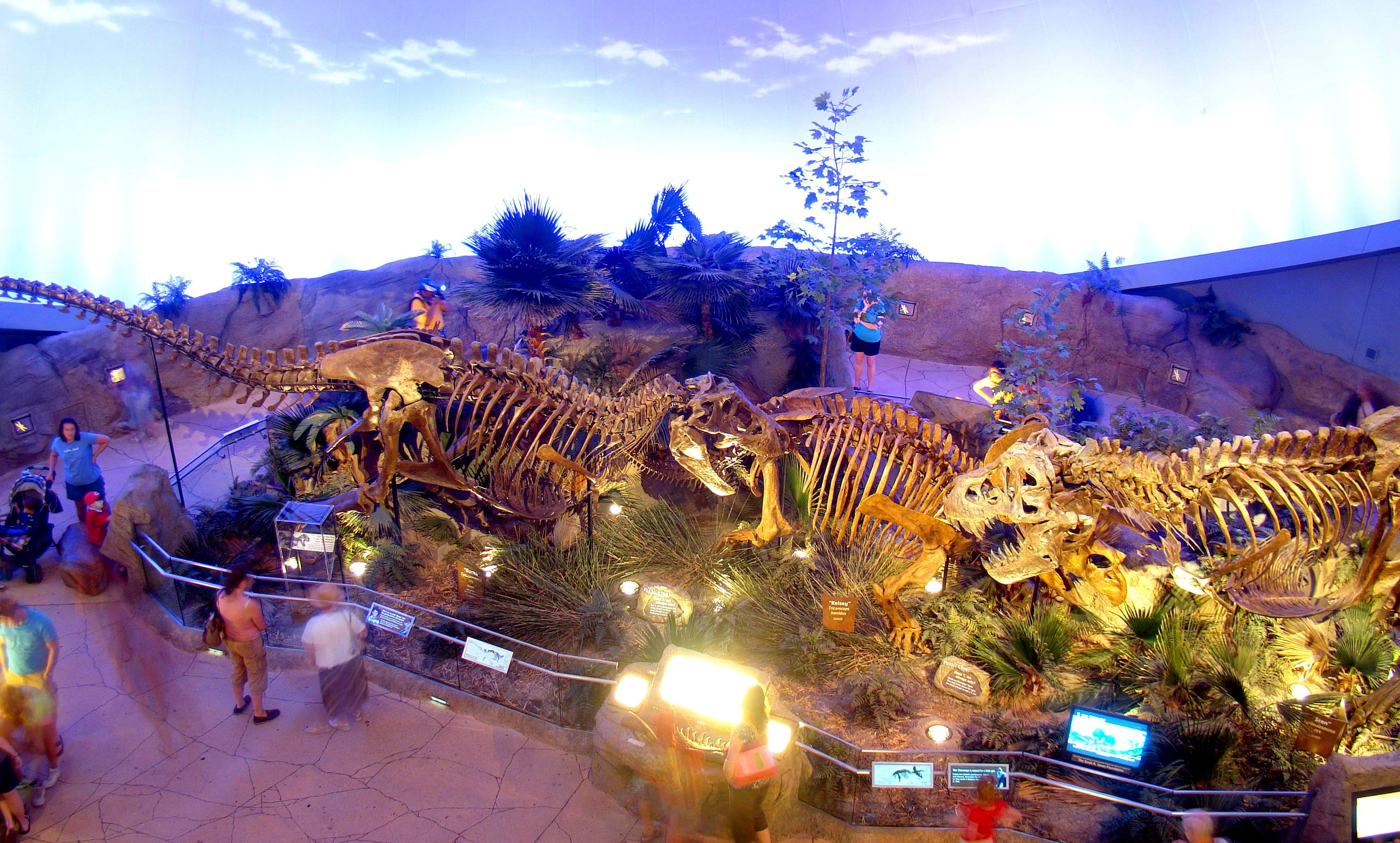
インディアナポリス子供博物館で展示されるバッキー（左）。右はスタン、中央はトリケラトプスのケルシー。

## BMRP 2002.4.1 "ジェーン"
BMRP 2002.4.1は2001年夏にモンタナ州で発見されたTレックスの若年個体、もしくは別属のナノティラヌスと考えられている標本。イリノイ州ロックフォードのバーピー自然史博物館のマイケル・ヘンダーソンをリーダーとするチームが発掘し、活動支援者のジェーン・ソレムにちなんでジェーン（Jane）のニックネームが与えられた。現在は当博物館で収蔵・展示されている。
死亡時の年齢は11歳で、全長6.5m、体重は639kgから1269kgと見積もられた。体格に比して足が大きく、かなり早く走れたとみられている。

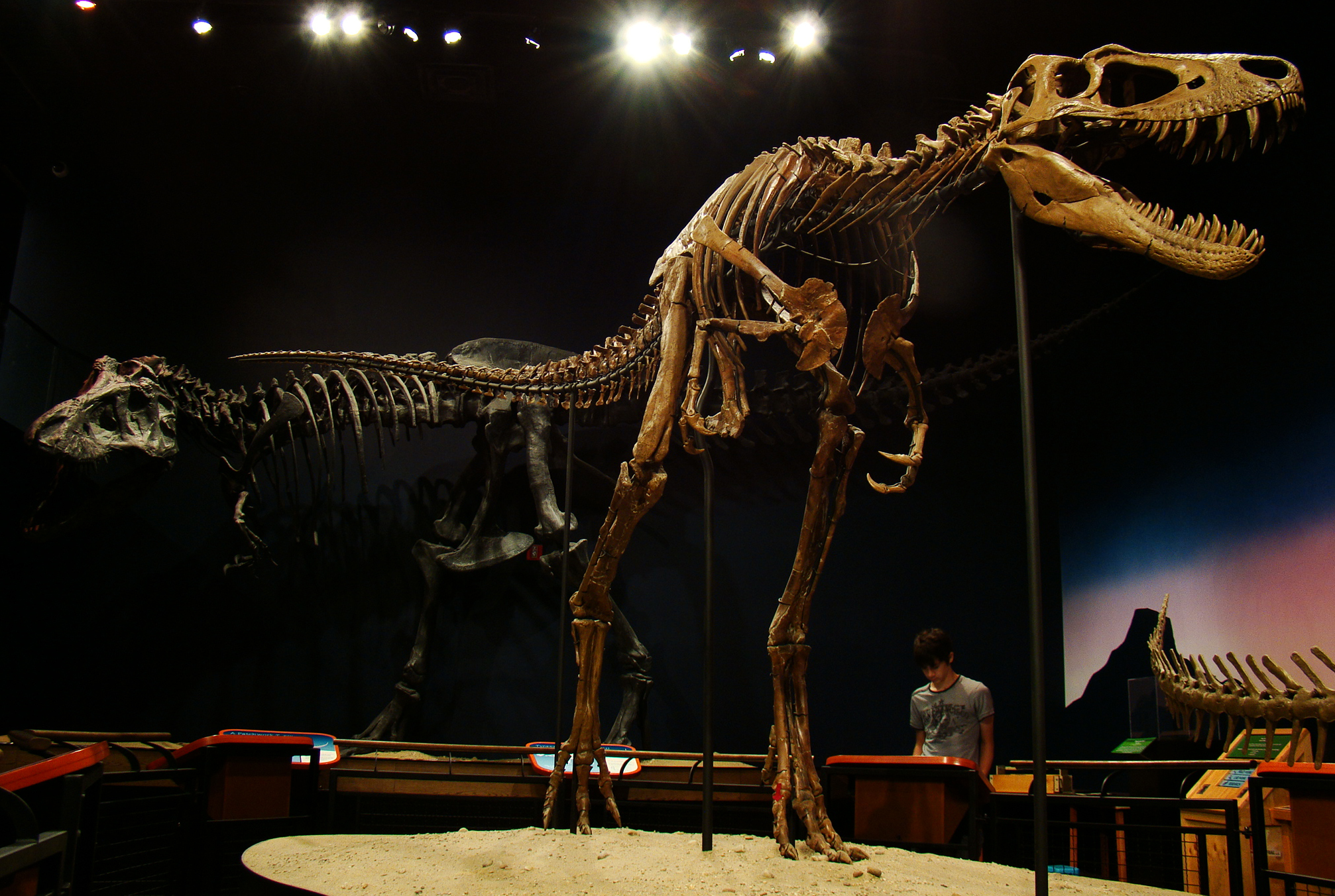
博物館で展示されるジェーンの全身骨格（手前）

## MOR 1125 "Bレックス"
MOR 1125は、モンタナ州のチャールズ・M・ラッセル国立野生動物保護区内で発見された。Bレックス（B-Rex）の名前は発見者のボブ・ハーモンに由来する。2001年から2003年にかけてロッキー博物館のチームが発掘に当たった。
2005年3月、ノースカロライナ州立大学のハイビー・シュワイツァーはサイエンス誌上でBレックスの大腿骨から軟組織の回収に成功したと発表した。論文では血管様の組織と弾力のある骨基質様の組織が報告された。もしこれがオリジナルの組織であればDNA抽出などの可能性が広がるが、一方でこれが本当にティラノサウルス由来の組織であるか疑問視する意見も多く寄せられた。
2016年、シュワイツァーらは鳥類との比較検討を行い、産卵期のメスの骨髄組織とBレックスの組織が非常によく似ていることを発見し、Bレックスの軟組織はオリジナルのもので間違いないと結論づけた。

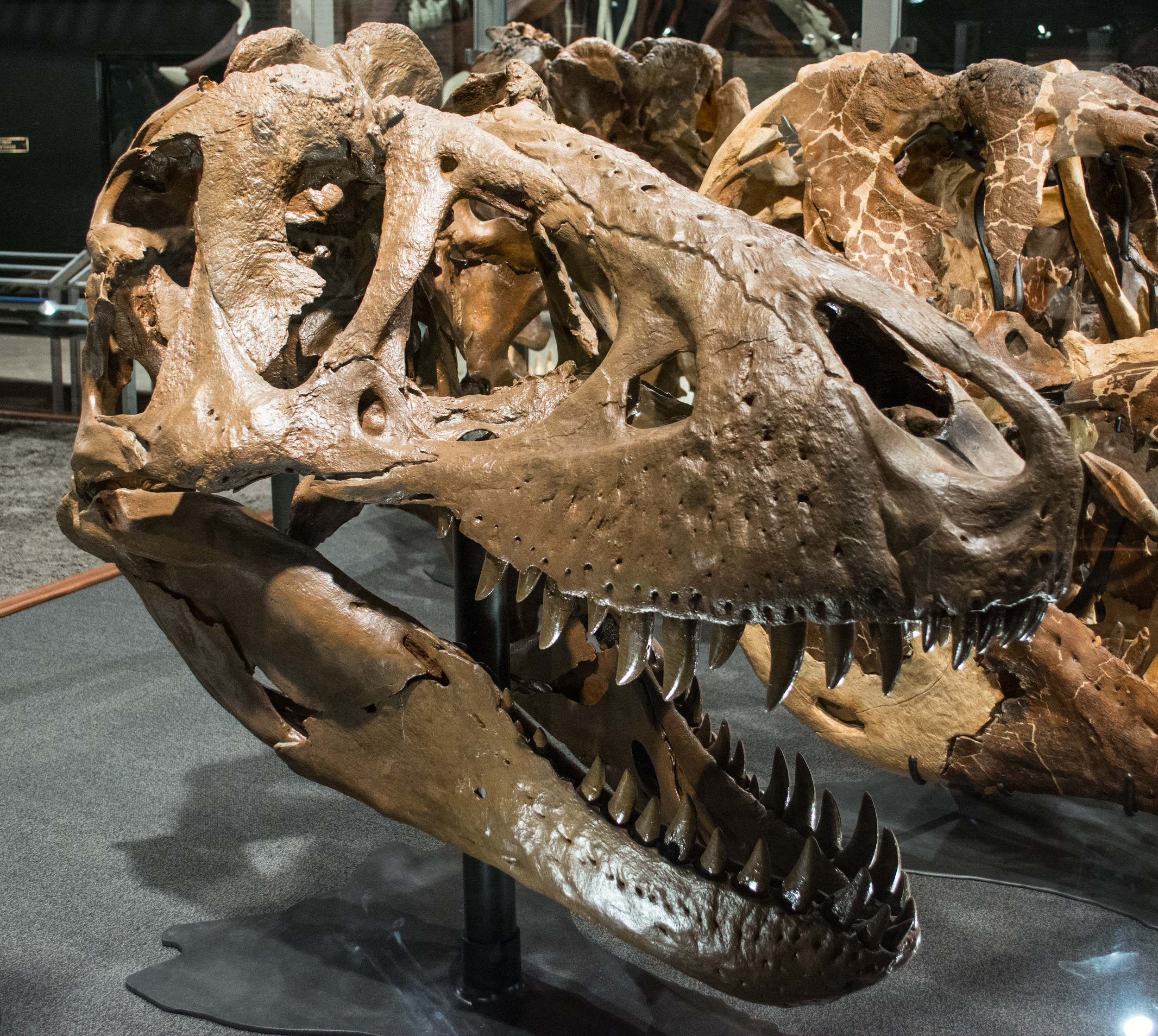
Bレックスの頭蓋骨
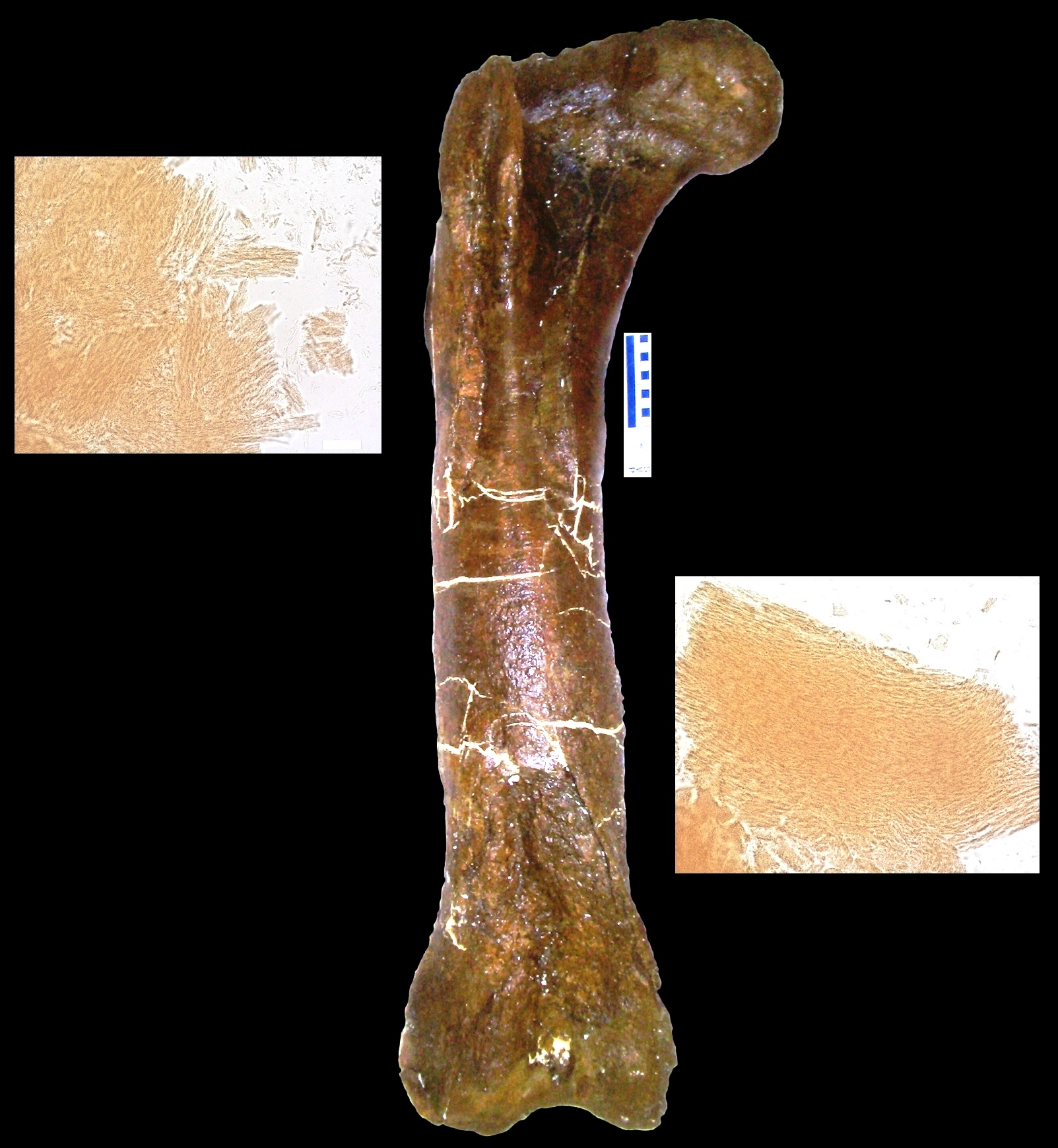
Bレックスの大腿骨と発見された軟組織の顕微鏡画像

## LACM 7509 "トーマス"
LACM 7509は、2003年にモンタナ州カーター郡にて、地元のアマチュア古生物学者のボブ・カリーとロサンゼルス郡立自然史博物館のルイス・キアッペが発見した。同年中にキアッペをリーダーとするチームが発掘に取りかかり、発掘された化石は博物館に収蔵された。トーマス（Thomas）の名前は発見者であるカリーの兄弟に由来する。
2008年当時発見されていた中では最も新しい時代のティラノサウルスの個体であり、ヘルクリーク累層のうち極めてK-Pg境界に近い層準から産出している。発掘は2003年から2005年にかけて行われ、2008年3月末時点で70%の組み立て作業のうち70%が完了した。
2005年に国立科学博物館などで開催された「恐竜博2005」において、オリジナルの歯の化石がスーやスコッティの標本と共に展示された。

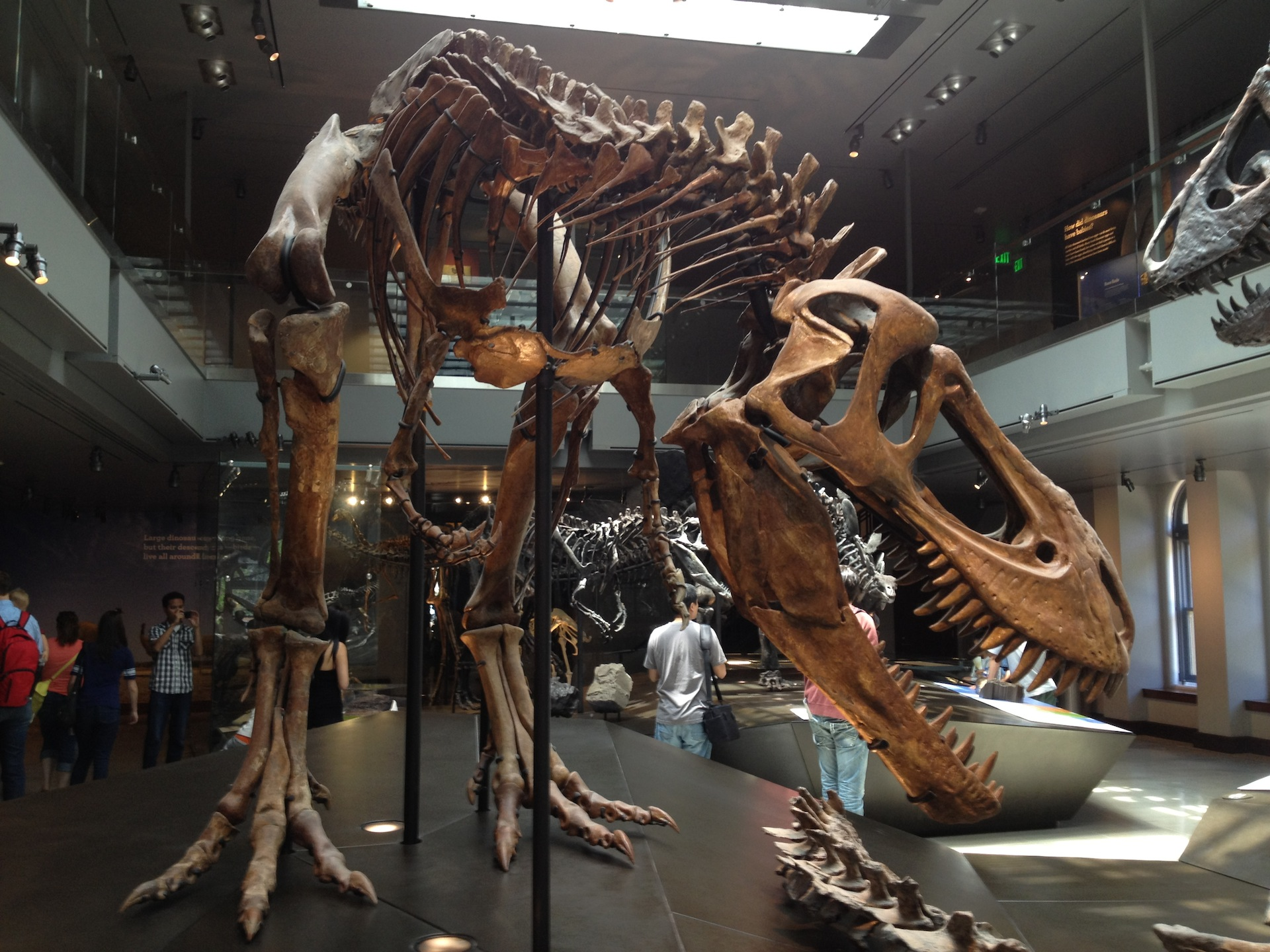
イタリアの博物館で展示されるトーマスのレプリカ

## MB.R.91216 "トリスタン"
MB.R.91216は2010年に化石ハンターのクレイグ・プフィスターがモンタナ州のカーター郡で発見した。
発掘後、この標本はオランダ人銀行家のニールズ・ニールセンが買い取り、研究と展示のためベルリンのフンボルト博物館に貸し出した。トリスタン（Tristan）という名前はニールセンの息子に由来する。

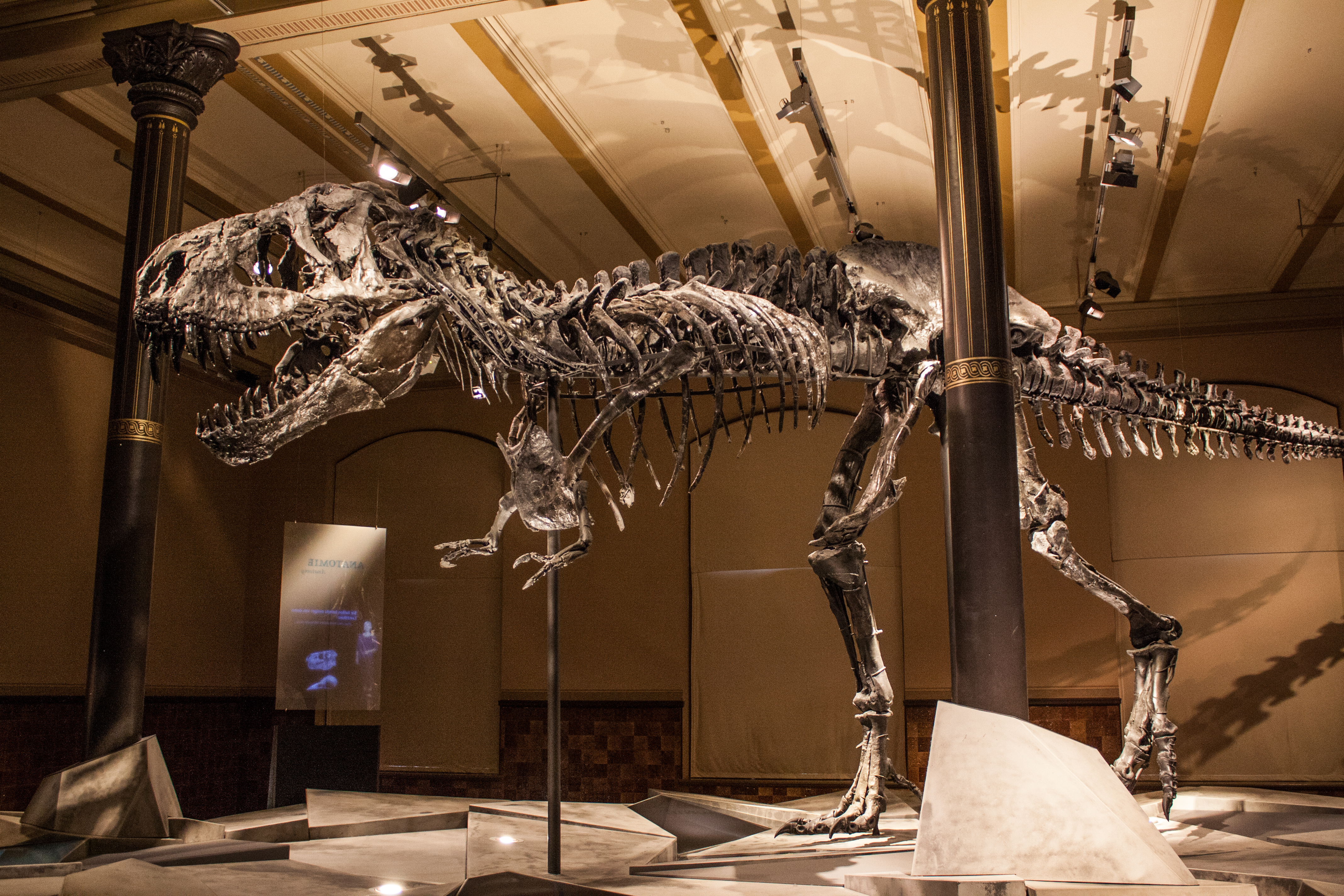
フンボルト博物館で展示されるトリスタン